# Милашевичюс, Повилас Игнович
Повилас Игнович Милашевичюс — советский литовский хозяйственный деятель, Герой Социалистического Труда.

## Биография
Родился в 1930 году в Брастелькае. Член КПСС с 1957 года.
Окончил Вильнюсский сельскохозяйственный техникум.
В 1954—1979 — председатель колхоза «Гегужес пирмойи» Рокишкского района Литовской ССР.
Указом Президиума Верховного Совета СССР от 22 марта 1966 года присвоено звание Героя Социалистического Труда с вручением ордена Ленина и золотой медали «Серп и Молот».
Депутат Верховного Совета Литовской ССР 6-го созыва.
Умер в 1979 году в Калвяе Рокишкского района Литовской ССР.

## Награды и звания
- Герой Социалистического Труда (22.03.1966)
- Орден Ленина (22.03.1966)
- Орден Трудового Красного Знамени (23.12.1976)
- Орден Знак Почёта (05.04.1958)